# ゴードン・グッドウィン
ゴードン・グッドウィン（Gordon Reginald Goodwin、1895年12月17日 - 1984年2月）は、イギリスの陸上競技選手である。彼は、1924年に開催されたパリオリンピックの10キロメートル競歩で銀メダルを獲得した。

## 経歴
パリオリンピックの10キロメートル競歩は、13カ国から23人の選手が出場して7月9日と11日に予選、7月13日に決勝が行われた。グッドウィンは7月9日の予選1組で49分4秒0の記録で1位となり、各組上位5名が進出する決勝へと挑むことになった。7月13日の決勝には、予選を通過した10人の選手が出場した。グッドウィンが予選で出した記録は決勝に出場した選手で一番良かったが、決勝ではイタリア代表のウーゴ・フリジェリオが自分の予選記録を1分半近く縮める好記録となる47分49秒0で優勝した。グッドウィンは50秒近い差の48分37秒9で2位となり、銀メダルを獲得した。
その他の主な競技会では、1923年にAAA（en:Amateur Athletic Association）の2マイル競歩と7マイル競歩で2位、1924年には2マイル競歩と7マイル競歩、1925年には2マイル競歩、1926年には7マイル競歩でそれぞれ優勝などの成績を残している。
グッドウィンは後に、1948年に開催されたロンドンオリンピックで競歩の審判を務めた。1952年には、RWA（en:Race Walking Association）の会長に就任している。